# 하가우

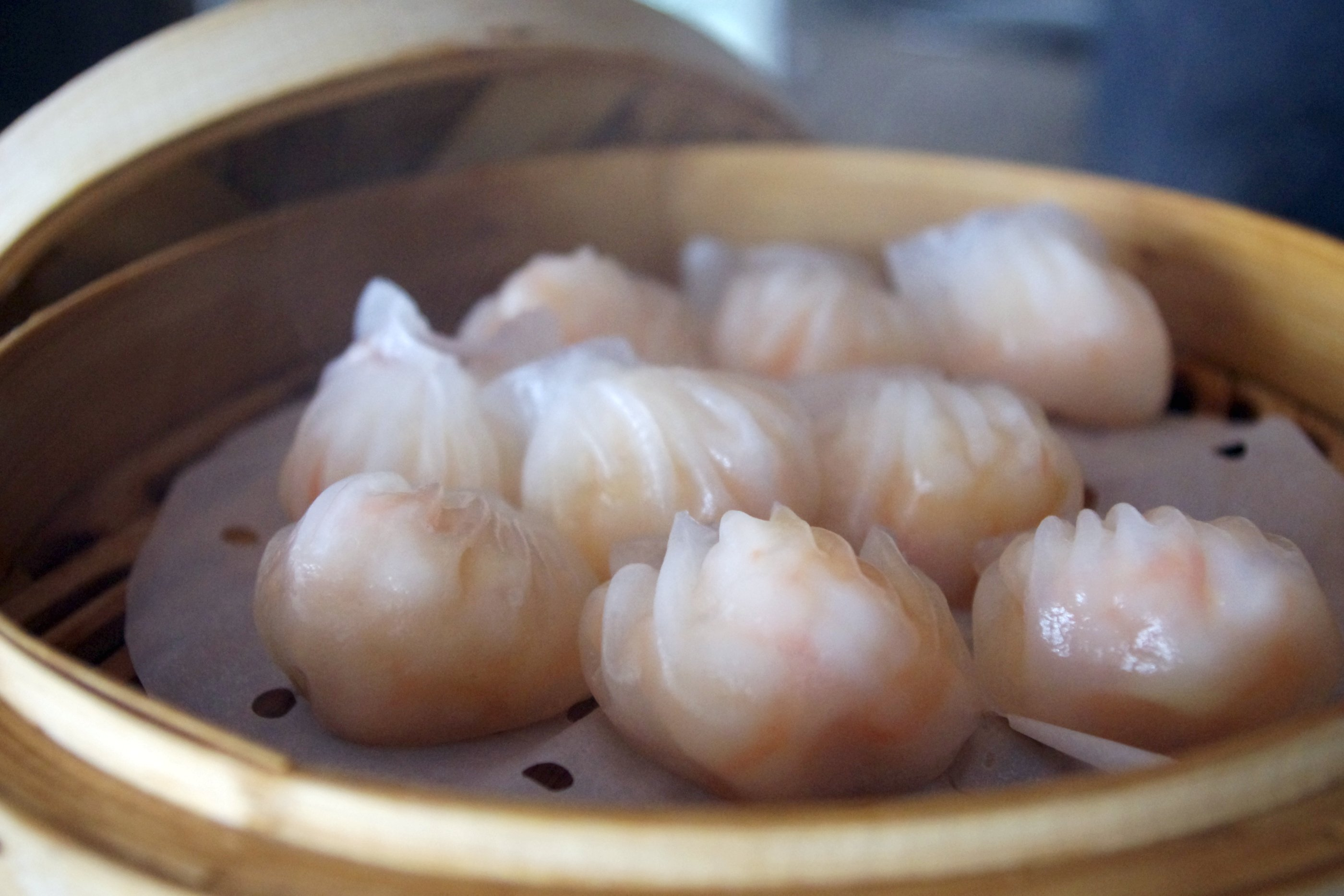
대나무통에 담긴 하가우

하가우 (중국어: 蝦餃, 월병: haa1 gaau2, 광둥어 예일: hā gáau, 한어 병음: xiā jiǎo)는 광둥 요리 중 하나로, 딤섬에서 나오는 전통 자오쯔 중 하나다.

## 특징
하교 (蝦餃)라는 한자명에서 알 수 있듯이 새우를 주재료로 한 자오쯔이다. 영어권에서는 재료 뿐만 아니라 주름접힌 모양이 보닛과 닮았다고 하여 'shrimp bonnet'이라고 부르기도 한다. 하가우는 시우마이와 함께 내는 경우가 많은데 두 딤섬이 함께 담긴 접시를 통틀어 '하가우시우마이' (중국어 정체자: 蝦餃燒賣, 광둥어 예일: hāgáau sīumáai, 한어 병음: xiājiǎo shāomài)라고 부른다.
하가우는 투명하고 부드럽다. 광저우 교외의 시내상가에서 처음으로 유래한 것으로, 딤섬 조리사의 실력이 판가름나는 요리로 불린다. 하가우 피의 주름은 최소 일곱 개에서 가급적 열 개 이상으로 잡는 것이 전통이다. 하가우 피는 얇고 투명해야 하지만 젓가락으로 집었을 때는 터지지 않게끔 해야 한다. 또 밑에 깔린 종이나 바구니, 다른 하가우와 들러붙으면 안된다. 새우속은 잘 익혀야 하되 너무 익히면 텁텁해지므로 주의해야 한다. 속은 넉넉하게 넣되 한입에 먹기에 벅찰 정도로 많이 넣지는 말아야 한다.

## 같이 보기
- 시우마이
- 판궈